# Märchen Adventure Cotton 100%
Märchen Adventure Cotton 100% (コットン100%) est un jeu d'action shoot 'em up en 2D. Le jeu a été développé par Success et édité par Datam Polystar sur Super Famicom. Il est sorti uniquement au Japon le 22 avril 1994. Il fait partie de la série de jeux vidéo Cotton. Le jeu est ressorti sur PlayStation en 2003 sous le titre Cotton 100%, et en 2023 sur Xbox One.

## Synopsis
La malfaisante Wool a fait kidnappé Frill, le Chef qui prépare les pâtes au riz dont raffole la jeune sorcière Cotton. Cotton, accompagnée de la fée Silk, doit retrouver les pâtes et sauver Frill.

## Système de jeu
Le jeu est composé de 7 mondes avec 2 boss chacun. Cotton se déplace à l'aide de son balai magique dans des niveaux à défilement horizontal. Avant le début du premier niveau, le jeu ouvre un menu et affiche à l'écran 4 configurations de types d'armes et de sorts,. Ces 4 configurations se constituent de 3 éléments, tels que le tir laser pour le type d'arme, la barrière protectrice ou encore la bombe, qui inflige des dégâts globaux. Les trois armes spéciales de Cotton sont affichées en bas à droite de l'écran avec le nombre d'utilisation possible. La fin des niveaux est agrémentée par un mini-jeux Teatime, dans lesquels Cotton doit récupérer des tasses à thé.
Le jeu a été noté pour son excellente réalisation graphique, qui utilise une palette de couleurs pastelles, à l'atmosphère enfantine.

## Développement

### Bande son
La bande sonore est de Opus Corp.. Un mini CD de musique de 4 morceaux par  Datam Polystar Music Team était inclus avec le jeu.